# دیلن داگ: مرگ شب
دیلن داگ: مرگ شب (به انگلیسی: Dylan Dog: Dead of Night) یک فیلم علمی- معمایی و ترسناک- اکشن آمریکایی محصول سال ۲۰۱۱ به کارگردانی کوین مونرو است که برندان روث نقش اصلی آن، دیلن داگ را ایفا می‌کند. این فیلم برگرفته از یکی از داستان‌های سری کمیک «دیلن داگ»، اثر نویسندهٔ ایتالیایی تیزیانو اسکلاوی است.
فیلم دیلن داگ در ۱۶ مارس ۲۰۱۱ در ایتالیا و ۲۹ آوریل ۲۰۱۱ در آمریکا منتشر شد.

## بازیگران
- برندان روث در نقش دیلن داگ
- سم هانتیگتون در نقش مارکوس
- آنیتا بریم در نقش الیزابت
- پیتر استرمر در نقش گابریل
- تای دیگز در نقش وارگاس
- کرت انگل در نقش ولفگانگ

مقایسه دیلن داگ در کمیک و فیلم

- کنت جود برنارد در نقش اسلیک، نوجوان رنگ پریده
- میشل ویتفیلد در نقش سیسیل
- میشل کوتر در نقش فیل
- لورا اسپنسر در نقش زویی
- جیمز هوبرت در نقش لورکا
- دن براورمن در نقش ال بزرگ
- مارکو سنت جان در نقش بورلی
- کایل کلمنتز در نقش رودی

## جوایز
- کوین مونرو، نامزد جایزه شاهین طلایی سال ۲۰۱۲